# パルム・ドール・ドヌール
パルム・ドール・ドヌール（仏: Palme d'or d'honneur ）は、カンヌ国際映画祭における名誉賞である。名誉パルム・ドール、パルム・ドール名誉賞、パルム・ドヌールとも呼ばれる。

## 概要
審査員ではなく主催者によって発表され、授与される。映画監督に与えられるパルム・ドヌール（Palmes d'honneur）と、俳優に与えられるパルム・ドヌール演技賞（Palmes d'honneur d'interprétation）の二部門がある。前者は多大な功績を残しながらパルム・ドールを受賞したことがない重要な映画監督に授与される。
1997年、それまでパルム・ドールを受賞していなかったイングマール・ベルイマンに対して、特別表彰として「Palme des Palmes」が授与されたのが始まり。2009年には俳優・監督の両方で計5回ノミネートされながら受賞のなかったクリント・イーストウッドに与えられた。
2011年には初めて監督と俳優の両部門で表彰された。これ以降毎年、オープニングセレモニー中に主催者が授与することになると発表されたが、翌年は表彰はなく、定例化はされなかった。
2015年に4年ぶりに復活。「ヌーヴェルヴァーグの母」と呼ばれ、ベルリン・ヴェネツィアで受賞経験はあるがカンヌではなかったアニエス・ヴァルダが受賞した。
2024年には団体として初となるスタジオジブリに授与され、授賞理由に宮﨑駿、高畑勲両監督の名前が挙げられた。

## 受賞者
| 開催年 | 受賞者                       | 国             |
| ------ | ---------------------------- | -------------- |
| 1997年 | イングマール・ベルイマン     | スウェーデン   |
| 2002年 | ウディ・アレン               | アメリカ合衆国 |
| 2003年 | ジャンヌ・モロー             | フランス       |
| 2005年 | カトリーヌ・ドヌーヴ         | フランス       |
| 2007年 | ジェーン・フォンダ           | アメリカ合衆国 |
| 2008年 | マノエル・ド・オリヴェイラ   | ポルトガル     |
| 2009年 | クリント・イーストウッド     | アメリカ合衆国 |
| 2011年 | ベルナルド・ベルトルッチ     | イタリア       |
| 2011年 | ジャン＝ポール・ベルモンド   | フランス       |
| 2015年 | アニエス・ヴァルダ           | フランス       |
| 2016年 | ジャン＝ピエール・レオー     | フランス       |
| 2017年 | ジェフリー・カッツェンバーグ | アメリカ合衆国 |
| 2019年 | アラン・ドロン               | フランス       |
| 2021年 | ジョディ・フォスター         | アメリカ合衆国 |
| 2021年 | マルコ・ベロッキオ           | イタリア       |
| 2022年 | トム・クルーズ               | アメリカ合衆国 |
| 2023年 | マイケル・ダグラス           | アメリカ合衆国 |
| 2023年 | ハリソン・フォード           | アメリカ合衆国 |
| 2024年 | メリル・ストリープ           | アメリカ合衆国 |
| 2024年 | ジョージ・ルーカス           | アメリカ合衆国 |
| 2024年 | スタジオジブリ               | 日本           |
| 2025年 | ロバート・デ・ニーロ         | アメリカ合衆国 |